# Мишкіс Веніамін Самуїлович
Веніамін Самуїлович Мишкіс (1886, Оргіїв, Бессарабська губернія — 1935, Москва) — український та радянський економіст, статистик і педагог.

## Біографія
Батьки - Шміл Лейбович Мишкіс (пом. 1932) і Бруха Йойл-Гершівна Мишкіс (пом. 1939). Навчався в хедере і єшиве в Оргіїві (разом з майбутнім дитячим письменником і перекладачем І. У. Співаком). Потім жив у Кишиніві і в США (в 1917 році навчався в Каліфорнійський університет в Сан-Франциско | Каліфорнійському університеті в Сан-Франциско) , а після революції — в Харкові. У 1921 році – заступник керуючого Центрального статистичного управління України. Був пов'язаний з діяльністю Комінтерна.
Завідував відділом економічної статистики Інституту народного господарства (ДЕРЖСПЛАН) України Був членом Всеукраїнської статистичної планової комісії при Центральному статистичному управлінні УРСР (1925). Працював у журналі «Господарство України». 

## Сім'я
- Брати - Ізраїль Самуїлович Мишкіс (Срул Шмілевич, 1884-1933), економіст; Меєр Самуїлович Мишкіс (1889—?), фізіолог (PhD)[7], репресований (його син Джим Меєрович Мишкіс (?—1942) — один з організаторів перших математичних олімпіад у СРСР, загинув на фронті.
- Сестра — Хая Самуїлівна Мишкіс (1892—1965); її син — математик Анатолій Дмитрович Мишкіс[8][9][10].
- Дружина — Емілія Борисівна Мишкіс (1886—1958), учитель географії.
  - Син — Абрам Беньямінович (Веніамінович) Мишкіс (1911, Оргєєв) — 1999, Ізраїль), поет, кандидат економічних наук (1964)[11].
  - Дочка — переможниця першої московської олімпіади з математики для школярів (1935), студентка мехмата МДУ Ганна Веніяминівна Мишкіс, загинула на фронті в 1943 ріку[12][13].

## Монографії
- Виховання малолітніх у виправних закладах. За даними VIII з'їзду представників російських виховно-виправних закладів. СПб., 1911.
- Народне господарство України у 1921 р.: Звіт Української економічної ради Радянської праці та оборони / Відп. ред. заступник керуючого ЦСУ України В. С. Мишкіс. Харків, 1922. - 886 с.
- Народне господарство України у зв'язку із станом народного господарства Союзу соціалістичних радянських республік. У двох частинах: У першій чверті 1922/23; У другій чверті 1922/23. Харків: Центральне статистичне управління України, 1923.
- Місцевий бюджет України. Харків: Центральне статистичне управління, 1925р.
- Досвід складання балансу народного господарства України на 1923/24 — 1924/25 гг. Харків: Центральне статистичне управління, 1927р.
- Баланс народного господарства та проблеми політичної економії // Прапор марксизму. - 1927. - № -1.
- Баланс народного господарства України за 1925-26 рік. Харків: Центральне статистичне управління, 1928р.
- Економічна політика ВКП(б) (українською мовою). Харків: Пролетар, 1930.
- Темпи індустріалізації та усуспільнення в Україні. Харків, 1930.
- Завдання Донбасу як єдиного соціалістичного комбінату. Харків: бібліотека журналу "Господарство України", 1932.
- Робоча книга з теорії радянської економіки (українською мовою).